# Brücke von Edea
Die Brücke von Edea ist eine ehemalige Eisenbahnbrücke, die den südöstlichen Arm des Flusses Sanaga bei der Stadt Edéa in Kamerun überspannt.
Die 160 Meter lange und 8,5 m breite stählerne Fachwerkbogenbrücke dient heute Fußgängern, Fahrrad- und Mopedfahrern, nachdem unmittelbar neben ihr eine Straßenbrücke und eine Eisenbahnbrücke errichtet wurde. Deren zwei Strompfeiler unterstützen nun auch die alte Eisenbahnbrücke.

## Geschichte
Die eingleisige Brücke wurde 1911 während der deutschen Kolonialzeit Kameruns als Teil der kamerunischen Mittellandbahn gebaut, die von Douala über Edéa bis nach Éséka führte. Dort wurden weitere Arbeiten durch den Ersten Weltkrieg unterbrochen. Während der flache nördliche Arm der Sanaga durch eine Brücke mit vier Öffnungen mit Stützweiten von je 56 m überquert werden konnte, kam bei dem während des alljährlichen Hochwassers bis zu 26 m tiefen südlichen Arm nur eine Brücke ohne Strompfeiler in Frage. Ihre Stützweite von 159,6 m ist größer als die der Victoria Falls Bridge mit 156,5 m und war bei ihrer Eröffnung die größte Afrikas.
Sie wurde in Deutschland von der Gutehoffnungshütte in Oberhausen entworfen und gefertigt sowie einmal probeweise aufgebaut, bevor sie in Einzelteilen nach Kamerun transportiert wurde. Die eine Hälfte der Brücke wurde vom Ufer aus vorgebaut, während die andere Hälfte auf Prahmen montiert und anschließend eingeschwommen wurde.
Als 2011 das Goethe-Institut der kamerunischen Hauptstadt Yaoundé sein 50-jähriges Jubiläum feierte, wurde die 100-jährige Brücke zur „Kulturbrücke“ und zum Symbol des Deutsch-Kameruner Kulturaustausches erklärt. Dabei wurden im Rahmen eines von Pascale Marthine Tayou geleiteten Kunstprojektes überlebensgroße Betonfiguren auf ihr platziert.

## Einzelnachweise

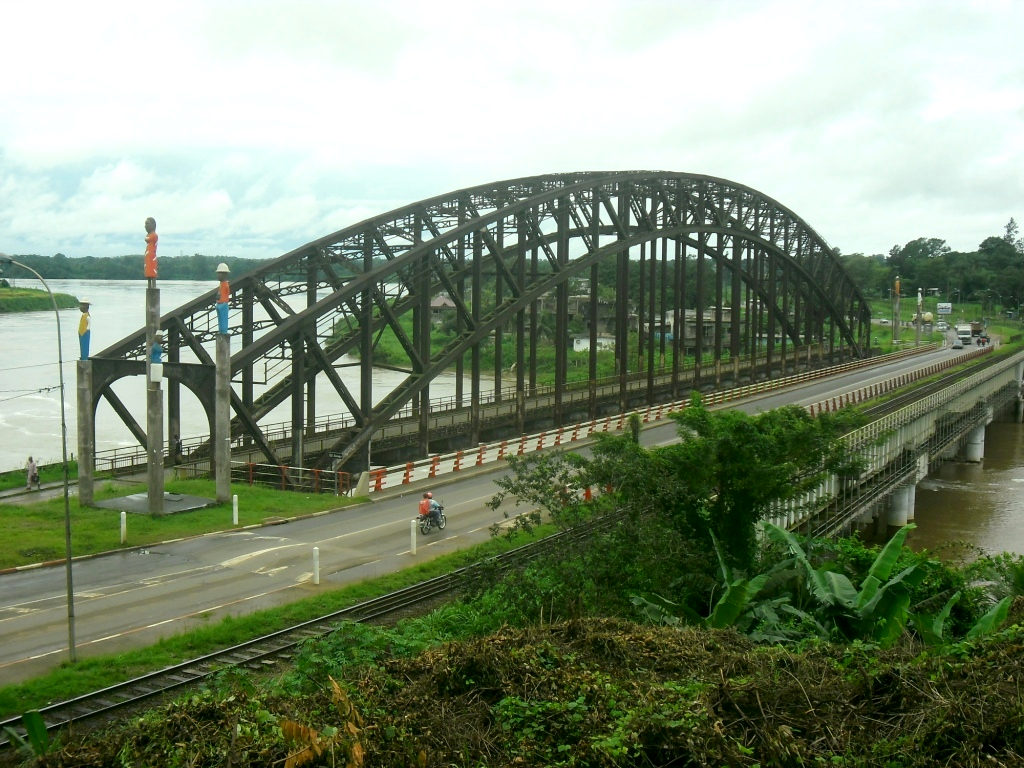
Bogenbrücke, Straßenbrücke und Eisenbahnbrücke, davor die Figuren des Kunstprojektes